# Jastrzębiec (Nidzica)
Jastrzębiec (deutsch Habichtsberg) ist ein kleiner Ort in der polnischen Woiwodschaft Ermland-Masuren und gehört zur Stadt- und Landgemeinde Nidzica (deutsch Neidenburg) im Powiat Nidzicki (Kreis Neidenburg).

## Geographische Lage
Jastrzębiec liegt in der südwestlichen Mitte der Woiwodschaft Ermland-Masuren, 20 Kilometer nordöstlich der Kreisstadt Nidzica unmittelbar an der Grenze zur Gmina Jedwabno (1938 bis 1945 Gedwangen) im Powiat Szczycieński (Kreis Ortelsburg).

## Geschichte
Im Jahre 1888 wurde die Försterei Habichtsberg gegründet. Als Forstschutzbezirk kam der Ort u. a. zu dem am 20. Juli 1894 neu gebildeten Gutsbezirk Kaltenborn, Forst, der dann am 6. März 1896 in den neu errichteten Amtsbezirk Kaltenborn im ostpreußischen Kreis Neidenburg eingegliedert wurde. Als am 30. September 1929 der Forstgutsbezirk Kaltenborn in den neuen Gutsbezirk Hartigswalde, Anteil Neidenburg, Forst, einbezogen wurde, kam Habichtsberg als Wohnplatz zur Landgemeinde Kaltenborn.
Mit dem gesamten südlichen Ostpreußen wurde Kaltenborn 1945 in Kriegsfolge an Polen überstellt. Der kleine Ort erhielt die polnische Namensform „Jastrzębiec“ (polnisch Jastrząb = deutsch Habicht). Die heutige Osada leśna (Waldsiedlung) ist jetzt eine Ortschaft innerhalb der Stadt- und Landgemeinde Nidzica (Neidenburg) im Powiat Nidzicki (Kreis Neidenburg), bis 1998 der Woiwodschaft Olsztyn, seither der Woiwodschaft Ermland-Masuren zugehörig.

## Kirche
Bis 1945 war die Försterei Habichtsberg in die evangelische Kirche Malga in der Kirchenprovinz Ostpreußen der Kirche der Altpreußischen Union, außerdem in die römisch-katholische Kirche Neidenburg im Bistum Ermland eingepfarrt.
Heute gehört Jastrzębiec zur evangelischen Kirche in Nidzica in der Diözese Masuren der Evangelisch-Augsburgischen Kirche in Polen. Katholischerseits ist der Ort nach Zimna Woda (Kaltenborn) als einer Filialgemeinde der Pfarrei in Napiwoda (Grünfließ) im Erzbistum Ermland eingegliedert.

## Verkehr
Nach Jastrzębiec führt ein Landweg, der von der Woiwodschaftsstraße 545 bei Zimna Woda (Kaltenborn) abzweigt. Eine Anbindung an den Bahnverkehr besteht nicht.